# Dyskografia The Offspring
Lista przedstawia dyskografię zespołu The Offspring.

## Albumy

### Albumy studyjne
| 1989                                                                       | The Offspring - Wydany: 15 czerwca 1989 - Wytwórnia: Nemesis Records - Format: CD, LP, CS, DD              | –  | –  | –  | – | –  | 85 | –  | –  | –  | –  |                                                                                   |
| 1992                                                                       | Ignition - Wydany: 16 października 1992 - Wytwórnia: Epitaph Records - Format: CD, LP, CS, DD              | –  | –  | –  | – | –  | –  | –  | –  | –  | –  | - US: Złoto - AUS: Złoto - CAN: Złoto                                             |
| 1994                                                                       | Smash - Wydany: 8 kwietnia 1994 - Wytwórnia: Epitaph Records - Format: CD, LP, CS, DD                      | 4  | 1  | 2  | – | 2  | 5  | 6  | 3  | 3  | 21 | - US: 6× Platyna - AUS: 4× Platyna - CAN: 6× Platyna                              |
| 1997                                                                       | Ixnay on the Hombre - Wydany: 4 lutego 1997 - Wytwórnia: Columbia Records - Format: CD, LP, CS, DD         | 9  | 2  | 3  | 3 | 2  | 8  | 2  | 4  | 10 | 17 | - US: Platyna - AUS: 2× Platyna - CAN: 2× Platyna                                 |
| 1998                                                                       | Americana - Wydany: 17 listopada 1998 - Wytwórnia: Columbia Records - Format: CD, LP, CS, DD               | 2  | 1  | 1  | 3 | 2  | 6  | 1  | 1  | 5  | 10 | - US: 5× Platyna - AUS: 5× Platyna - CAN: 8× Platyna - UK: Platyna - POL: Platyna |
| 2000                                                                       | Conspiracy of One - Wydany: 14 listopada 2000 - Wytwórnia: Columbia Records - Format: CD, LP, CS, DD       | 9  | 4  | 5  | 4 | 4  | 32 | 11 | 8  | 4  | 12 | - US: Platyna - AUS: 2× Platyna - CAN: 2× Platyna - UK: Złoto                     |
| 2003                                                                       | Splinter - Wydany: 9 grudnia 2003 - Wytwórnia: Columbia Records - Format: CD, LP, DD                       | 30 | 12 | 10 | – | 33 | 98 | 27 | 56 | 13 | 27 | - US: Złoto                                                                       |
| 2008                                                                       | Rise and Fall, Rage and Grace - Wydany: 17 czerwca 2008 - Wytwórnia: Columbia Records - Format: CD, LP, DD | 10 | 3  | 7  | 4 | 12 | 73 | 9  | 52 | 5  | 39 | - AUS: Złoto - CAN: Platyna                                                       |
| 2012                                                                       | Days Go By - Wydany: 26 czerwca 2012 - Wytwórnia: Columbia Records - Format: CD, LP, DD                    | 12 | 7  | 6  | 4 | 5  | 56 | 17 | 57 | 8  | 43 |                                                                                   |
| „–” oznacza wydawnictwo, które nie zostało sklasyfikowane na danej liście. | |    |    |    |   |    |    |    |    |    |    |                                                                                   |

1. ↑  The Offspring został sklasyfikowany na listach w Holandii w listopadzie 1995.

### Kompilacje
| 1999                                                                       | The Offspring Collection - Wydany: 4 sierpnia 1999 - Wytwórnia: Koch Records - Format: CD | – | – | – | – | – | –  | – | –  | – | –  |                                           |
| 2005                                                                       | Greatest Hits - Wydany: 20 czerwca 2005 - Wytwórnia: Columbia Records - Format: CD        | 8 | 2 | 6 | 6 | 1 | 38 | 1 | 24 | 5 | 14 | - US: Złoto - AUS: Platyna - CAN: Platyna |
| „–” oznacza wydawnictwo, które nie zostało sklasyfikowane na danej liście. |                                                                                           |   |   |   |   |   |    |   |    |   |    |                                           |

### EP
| Rok  | Tytuł                                                                                       |
| ---- | ------------------------------------------------------------------------------------------- |
| 1991 | They Were Born to Kill - Wydany: 1991 - Wytwórnia: wydany niezależnie                       |
| 1991 | Baghdad - Wydany: 1991 - Wytwórnia: Nemesis Records - Format: 7” winyl                      |
| 1997 | Club Me - Wydany: 1 stycznia 1997 - Wytwórnia: Epitaph Records - Format: CD                 |
| 1998 | A Piece of Americana - Wydany: 17 listopada 1998 - Wytwórnia: Columbia Records - Format: CD |

## Utwory

### Single
| Rok                                                                        | Tytuł                                           | Pozycje na listach przebojów | Pozycje na listach przebojów | Pozycje na listach przebojów | Pozycje na listach przebojów | Pozycje na listach przebojów | Pozycje na listach przebojów | Pozycje na listach przebojów | Pozycje na listach przebojów | Pozycje na listach przebojów | Pozycje na listach przebojów | Certyfikaty               | Album                         |
| Rok                                                                        | Tytuł                                           | US                           | US Main                      | US Mod                       | AUS                          | AUT                          | NL                           | NZ                           | SWE                          | SWI                          | UK                           | Certyfikaty               | Album                         |
| -------------------------------------------------------------------------- | ----------------------------------------------- | ---------------------------- | ---------------------------- | ---------------------------- | ---------------------------- | ---------------------------- | ---------------------------- | ---------------------------- | ---------------------------- | ---------------------------- | ---------------------------- | ------------------------- | ----------------------------- |
| 1986                                                                       | „I'll Be Waiting/Blackball”                     | –                            | –                            | –                            | –                            | –                            | –                            | –                            | –                            | –                            | –                            |                           | The Offspring                 |
| 1994                                                                       | „Come Out and Play”                             | –                            | 10                           | 1                            | 8                            | –                            | 32                           | –                            | 23                           | –                            | –                            |                           | Smash                         |
| 1994                                                                       | „Self Esteem”                                   | –                            | 7                            | 4                            | 6                            | 4                            | 4                            | 39                           | 1                            | –                            | 37                           |                           | Smash                         |
| 1995                                                                       | „Gotta Get Away”                                | –                            | 15                           | 6                            | –                            | 36                           | 33                           | –                            | 26                           | –                            | 43                           |                           | Smash                         |
| 1995                                                                       | „Kick Him When He's Down”                       | –                            | –                            | 22                           | –                            | –                            | –                            | –                            | –                            | –                            | –                            |                           | Ignition                      |
| 1995                                                                       | „Smash It Up” (cover utworu zespołu The Damned) | –                            | –                            | 16                           | –                            | –                            | –                            | –                            | –                            | –                            | –                            |                           | Batman Forever Soundtrack     |
| 1996                                                                       | „All I Want”                                    | –                            | 18                           | 13                           | 15                           | 25                           | 51                           | 27                           | 36                           | –                            | 31                           |                           | Ixnay on the Hombre           |
| 1997                                                                       | „Gone Away”                                     | –                            | 1                            | 4                            | 16                           | –                            | 93                           | 35                           | –                            | –                            | 42                           | AUS: Złoto                | Ixnay on the Hombre           |
| 1997                                                                       | „Cool to Hate”                                  | –                            | –                            | –                            | –                            | –                            | –                            | –                            | –                            | –                            | –                            |                           | Ixnay on the Hombre           |
| 1997                                                                       | „The Meaning of Life”                           | –                            | –                            | –                            | –                            | –                            | –                            | –                            | –                            | –                            | –                            |                           | Ixnay on the Hombre           |
| 1997                                                                       | „I Choose”                                      | –                            | 5                            | 24                           | –                            | –                            | –                            | –                            | –                            | –                            | –                            |                           | Ixnay on the Hombre           |
| 1998                                                                       | „Pretty Fly (for a White Guy)”                  | 53                           | 5                            | 3                            | 1                            | 2                            | 1                            | –                            | 1                            | 4                            | 1                            | AUS: 4× Platyna UK: Złoto | Americana                     |
| 1999                                                                       | „Why Don’t You Get a Job?”                      | 74                           | 10                           | 4                            | 2                            | 16                           | 6                            | 4                            | 2                            | 24                           | 2                            | AUS: 2× Platyna           | Americana                     |
| 1999                                                                       | „The Kids Aren’t Alright”                       | 105                          | 11                           | 6                            | –                            | –                            | 29                           | 39                           | 16                           | –                            | 11                           | POL: Złoto                | Americana                     |
| 1999                                                                       | „She's Got Issues”                              | –                            | 19                           | 11                           | –                            | –                            | 89                           | –                            | 59                           | 60                           | 41                           |                           | Americana                     |
| 2000                                                                       | „Totalimmortal” (cover utworu grupy AFI)        | –                            | 36                           | 27                           | –                            | –                            | –                            | –                            | –                            | –                            | –                            |                           | Me, Myself & Irene Soundtrack |
| 2000                                                                       | „Original Prankster”                            | 70                           | 7                            | 2                            | 5                            | –                            | 44                           | 34                           | 5                            | 20                           | 6                            | AUS: Platyna              | Conspiracy of One             |
| 2001                                                                       | „Want You Bad”                                  | –                            | 23                           | 10                           | 35                           | 67                           | –                            | –                            | 46                           | 45                           | 15                           |                           | Conspiracy of One             |
| 2001                                                                       | „Million Miles Away”                            | –                            | –                            | –                            | –                            | –                            | –                            | –                            | –                            | 97                           | 21                           |                           | Conspiracy of One             |
| 2001                                                                       | „Defy You”                                      | 77                           | 8                            | 8                            | –                            | 54                           | –                            | –                            | –                            | 52                           | –                            |                           | Orange County Soundtrack      |
| 2003                                                                       | „Hit That”                                      | 64                           | 6                            | 1                            | 13                           | 21                           | 60                           | 24                           | –                            | 57                           | 11                           | AUS: Złoto                | Splinter                      |
| 2004                                                                       | „(Can’t Get My) Head Around You”                | 120                          | 16                           | 6                            | –                            | –                            | –                            | –                            | –                            | –                            | 48                           |                           | Splinter                      |
| 2004                                                                       | „Spare Me the Details”                          | –                            | –                            | –                            | –                            | –                            | –                            | 31                           | –                            | –                            | –                            |                           | Splinter                      |
| 2005                                                                       | „Can’t Repeat”                                  | 110                          | 10                           | 9                            | –                            | –                            | –                            | –                            | –                            | –                            | –                            |                           | Greatest Hits                 |
| 2005                                                                       | „Next to You” (The Police cover)                | –                            | 29                           | 37                           | –                            | –                            | –                            | –                            | –                            | –                            | –                            |                           | Greatest Hits                 |
| 2008                                                                       | „Hammerhead”                                    | 105                          | 8                            | 2                            | 29                           | –                            | –                            | –                            | –                            | –                            | –                            |                           | Rise and Fall, Rage and Grace |
| 2008                                                                       | „You’re Gonna Go Far, Kid”                      | 63                           | 10                           | 1                            | 15                           | –                            | –                            | 28                           | –                            | –                            | –                            | US: Złoto POL: Złoto      | Rise and Fall, Rage and Grace |
| 2008                                                                       | „Kristy, Are You Doing Okay?”                   | 106                          | 38                           | 7                            | –                            | –                            | –                            | –                            | –                            | –                            | –                            |                           | Rise and Fall, Rage and Grace |
| 2009                                                                       | „Half-Truism”                                   | –                            | 30                           | 21                           | –                            | –                            | –                            | –                            | –                            | –                            | –                            |                           | Rise and Fall, Rage and Grace |
| „–” oznacza wydawnictwo, które nie zostało sklasyfikowane na danej liście. |                                                 |                              |                              |                              |                              |                              |                              |                              |                              |                              |                              |                           |                               |

### Soundtracki
| Rok  | Tytuł                     | Film                      |
| ---- | ------------------------- | ------------------------- |
| 1995 | „Smash It Up”             | Batman Forever            |
| 1997 | „D.U.I.”                  | Koszmar minionego lata    |
| 1998 | „The Kids Aren't Alright” | Oni                       |
| 1999 | „Beheaded 1999”           | Zręczne ręce              |
| 1999 | „I Wanna Be Sedated”      | Zręczne ręce              |
| 2000 | „Bloodstains”             | Ready to Rumble           |
| 2000 | „Totalimmortal”           | Ja, Irena i Ja            |
| 2002 | „Defy You”                | Kwaśne pomarańcze         |
| 2006 | „Come Out and Play”       | Klik: I robisz, co chcesz |

### Inne utwory
| Rok  | Tytuł              | Pojawił się na                                            |
| ---- | ------------------ | --------------------------------------------------------- |
| 1991 | „Baghdad”          | Baghdad                                                   |
| 1991 | „The Blurb”        | Baghdad                                                   |
| 1997 | „D.U.I.”           | Koszmar minionego lata (soundtrack), Club Me, „Gone Away” |
| 1999 | „Beheaded 1999”    | Zręczne ręce (soundtrack), „Why Don’t You Get a Job?”     |
| 1999 | „Hand Grenades”    | Short Music for Short People                              |
| 2002 | „Defy You”         | Orange County (soundtrack)                                |
| 2005 | „Mission from God” | Punk-O-Rama Vol. 10                                       |

### Covery
| Tytuł                         | Wydany na                                                                               | Oryginalne wykonanie     |
| ----------------------------- | --------------------------------------------------------------------------------------- | ------------------------ |
| „52 Girls”                    | - Contains No Caffeine                                                                  | The B-52’s               |
| „80 Times”                    | - Conspiracy of Onel - „Want You Bad single”                                            | TSOL                     |
| „Autonomy”                    | - „Want You Bad”                                                                        | Buzzcocks                |
| „The Ballroom Blitz”          | Grany na koncertach jako Manic Subsidal                                                 | Sweet                    |
| „Basket Case”                 | Grany jedynie na koncertach                                                             | Green Day                |
| „Blitzkrieg Bop”              | Grany jedynie na koncertach                                                             | Ramones                  |
| „Bloodstains”                 | - Ready to Rumble                                                                       | Agent Orange             |
| „Feelings”                    | - Americana                                                                             | Morris Albert            |
| „Faith”                       | Grany jedynie na koncertach                                                             | George Michael           |
| „Hey Joe”                     | - Baghdad EP - Go Ahead Punk... Make My Day - „Gone Away”                               | Billy Roberts            |
| „…Baby One More Time”         | Grany jedynie na koncertach                                                             | Britney Spears           |
| „I Got a Right”               | - Club Me - „The Meaning of Life”                                                       | Iggy Pop and the Stooges |
| „I Wanna Be Sedated”          | - „Why Don't You Get A Job?” - We're a Happy Family - A Tribute To Ramones - Idle Hands | Ramones                  |
| „Killboy Powerhead”           | - Smash                                                                                 | The Didjits              |
| „My Favourite Game”           | Grany jedynie na koncertach                                                             | The Cardigans            |
| „Next to You”                 | - Greatest Hits                                                                         | The Police               |
| „O.C. Life”                   | - Rise and Fall, Rage and Grace                                                         | Rikk Agnew / D.I.        |
| „One Hundred Punks”           | - „Defy You” - „Can’t Repeat”                                                           | Generation X             |
| „Sin City”                    | - „Million Miles Away”                                                                  | AC/DC                    |
| „Smash It Up”                 | - Batman Forever (soundtrack) - Club Me - „All I Want”                                  | The Damned               |
| „Stand by Me”                 | Grany jedynie na koncertach (wraz z zespołem Pennywise)                                 | Ben E. King              |
| „The Beautiful People”        | Grany jedynie na koncertach                                                             | Marilyn Manson           |
| „Territorial Pissings”        | Grany jedynie na koncertach                                                             | Nirvana                  |
| „Totalimmortal”               | - Me, Myself & Irene (soundtrack)                                                       | AFI                      |
| „Undone”                      | Grany jedynie na koncertach                                                             | Weezer                   |
| „When You Say Nothing at All” | Grany jedynie na koncertach                                                             | Ronan Keating            |

## DVD i wideo

### Albumy wideo
| Rok  | Tytuł                                                                                 | Certyfikaty                             |
| ---- | ------------------------------------------------------------------------------------- | --------------------------------------- |
| 1999 | Americana - Wydany: 1999 - Wytwórnia: Columbia Records                                |                                         |
| 2000 | Huck It - Wydany: 2000 - Wytwórnia: Columbia Records                                  |                                         |
| 2005 | Complete Music Video Collection - Wydany: July 19, 2005 - Wytwórnia: Columbia Records | - US: Złoto - CAN: Złoto - AUS: Platyna |

### Teledyski
| Rok  | Tytuł                            | Reżyser                         |
| ---- | -------------------------------- | ------------------------------- |
| 1994 | „Come Out and Play”              | Darren Lavett                   |
| 1995 | „Self Esteem”                    | Darren Lavett                   |
| 1995 | „Gotta Get Away”                 | Samuel Bayer                    |
| 1997 | „All I Want”                     | David Yow                       |
| 1997 | „Gone Away”                      | Nigel Dick                      |
| 1997 | „The Meaning of Life”            | Kevin Kerslake                  |
| 1997 | „I Choose”                       | Dexter Holland                  |
| 1998 | „Pretty Fly (for a White Guy)”   | McG                             |
| 1999 | „Why Don’t You Get a Job?”       | McG                             |
| 1999 | „The Kids Aren't Alright”        | Yariv Gaber                     |
| 1999 | „She's Got Issues”               | Jonathan Dayton i Valerie Faris |
| 2000 | „Original Prankster”             | Dave Meyers                     |
| 2001 | „Want You Bad”                   | Spencer Susser                  |
| 2001 | „Defy You”                       | Dave Meyers                     |
| 2003 | „Da Hui”                         | Paul Cobb                       |
| 2004 | „Hit That”                       | John Williams i David Lea       |
| 2004 | „(Can’t Get My) Head Around You” | Joseph Kahn                     |
| 2005 | „Can’t Repeat”                   | Ramon i Pedro                   |
| 2008 | „Hammerhead”                     | Teqtonik                        |
| 2008 | „You’re Gonna Go Far, Kid”       | Chris Hopewell                  |
| 2009 | „Kristy, Are You Doing Okay?”    | Lex Halaby                      |
| 2009 | „Stuff Is Messed Up”             | F. Scott Schafer i Sean Evans   |